# Sowjetismus
Der Sowjetismus bezeichnet ein Lexem (oder einen Phraseologismus), der in Russland während der Sowjetzeit aufkam und in andere Sprachen eingeflossen ist. In der Regel handelt es sich um Bezeichnungen für Institutionen aus der ehemaligen Sowjetunion und Bezeichnungen für Vorgänge, die damit im Zusammenhang standen.
Eine Abgrenzung gegenüber Russizismen ist nicht immer einfach, da die Grenzen fließend sind.

## Beispiele
- Held der Arbeit (zu  russisch Герой Социалистического Труда Held der sozialistischen Arbeit)
- Stachanowarbeiter (Ehrentitel für Arbeiter in den 1950ern, die ihre Arbeitsnorm in weitem Umfang übererfüllten, nach Alexei Stachanow und der Stachanow-Bewegung russisch Стахановское движение)
- allseitig entwickelte sozialistische Persönlichkeit
- lichte Höhen des Sozialismus
- Lakai des Imperialismus
- Nomenklatura
- Apparatschik